# Neukirchen, Stendal
Neukirchen là một đô thị thuộc huyện Stendal, bang Sachsen-Anhalt, Đức. Đô thị Neukirchen, Stendal có diện tích 13,76 km², dân số thời điểm ngày 31 tháng 12 năm 2006 là 274 người.